# Sylvie Bernier

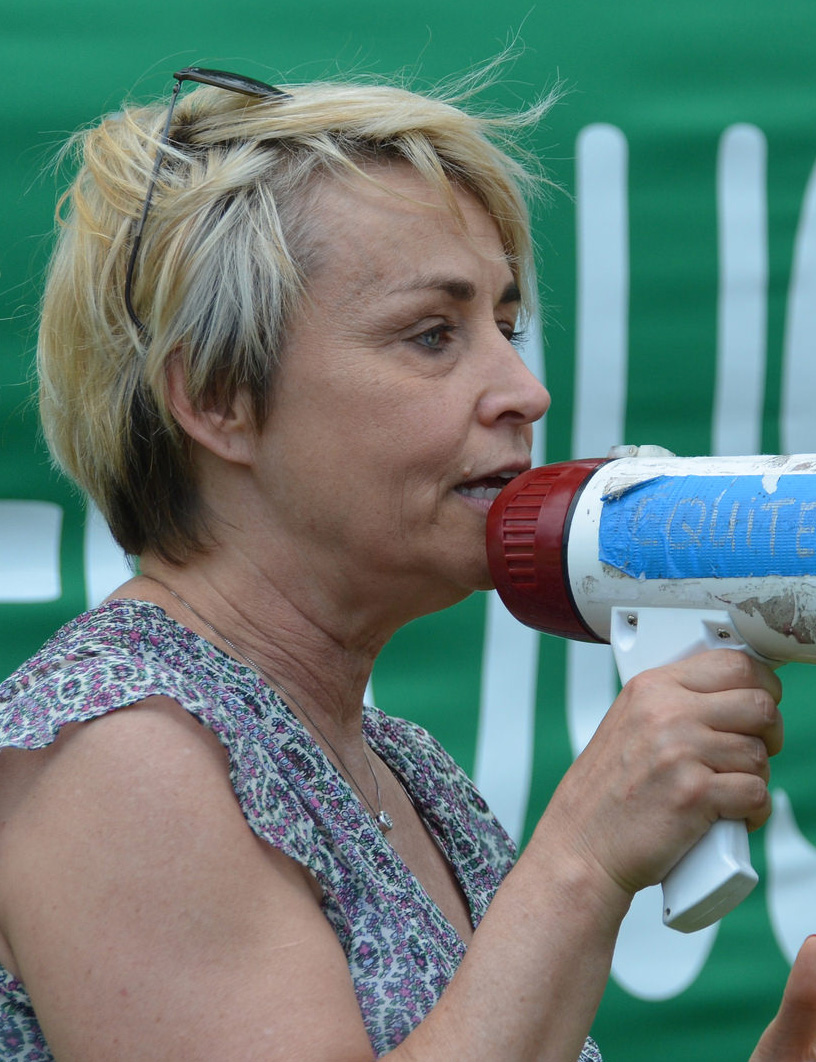
Sylvie Bernier

Sylvie Bernier, CM, CQ (* 31. Januar 1964 in Sainte-Foy, Québec) ist eine ehemalige kanadische Wasserspringerin. Bei den Olympischen Spielen 1984 siegte sie im Kunstspringen.
Bernier begann 1973 mit dem Wasserspringen, von 1975 bis 1982 trainierte sie bei Jean Plamondon, von 1982 bis 1984 bei Donald Dion. Sylvie Bernier gewann fünf kanadische Meistertitel im Kunstspringen. Ihr erster großer internationaler Erfolg war die Silbermedaille hinter der Australierin Jenny Donnet bei den Commonwealth Games 1982 in Brisbane. 1983 gewann Bernier drei Bronzemedaillen: Bei der Universiade, den Panamerikanischen Spielen und im Weltcup. Bei den Panamerikanischen Spielen lagen die beiden US-Amerikanerinnen Kelly McCormick und Wendy Wyland vor ihr. 
1984 gewann Bernier bei zwei vorolympischen Wettkämpfen vor den US-Amerikanerinnen. Bei den Olympischen Spielen in Los Angeles siegte in der Qualifikation die Chinesin Li Yihua vor McCormick und Bernier. Im Finale übernahm Bernier im dritten Sprung die Führung und konnte diese Position bis zum Ende verteidigen, sie gewann mit drei Punkten Vorsprung auf Kelly McCormick. Li Yihua belegte Platz 4 hinter der zweiten US-Amerikanerin Christina Seufert.
Sylvie Bernier war die zweite kanadische Medaillengewinnerin im Wasserspringen und die erste und bis heute (Stand 2008) einzige kanadische Olympiasiegerin im Wasserspringen. Die kanadische Presse wählte sie 1984 zu Kanadas Sportlerin des Jahres. 1985 wurde sie in den Order of Canada aufgenommen, 1996 in die International Swimming Hall of Fame. Sylvie Bernier arbeitete viele Jahre für verschiedene kanadische Fernsehsender. Bei den Olympischen Winterspielen 2006 und den Olympischen Sommerspielen 2008 fungierte sie als Chef de Mission der kanadischen Olympiamannschaft.